# The One to Sing the Blues
«The One to Sing the Blues» es una canción de la banda de heavy metal británica Motörhead, lanzado por Epic Records en varios formatos; vinilo de 7" y 12", casete sencillo, CD sencillos, además de una edición especial con forma en vinilo.
Aunque la fecha oficial del lanzamiento fue el 5 de enero de 1991, Lemmy dijo que "salió unas semanas antes - en mi cumpleaños", que es el 24 de diciembre, diciendo "es una gran canción - igual la volvamos a tocar en los conciertos uno de estos días".

## Lista de canciones
Todas las canciones compuestas por Lemmy, Würzel,  Phil Campbell, Phil Taylor

### 7"
1. «The One to Sing the Blues» - 3:07
2. «Dead Man's Hand» - 3:29

### 12"/CD
1. «The One to Sing the Blues» - 3:07
2. «Dead Man's Hand» - 3:29
3. «Eagle Rock» - 3:07
4. «Shut You Down» - 2:38

## Personal
- Würzel: Guitarra
- Phil Campbell: Guitarra
- Phil "Philthy Animal" Taylor: Batería
- Lemmy: Bajo, voz